# Șimnicu de Jos, Dolj
Șimnicu de Jos este o localitate componentă a municipiului Craiova din județul Dolj, Oltenia, România.
 Acest articol despre o localitate din județul Dolj este deocamdată un ciot. Puteți ajuta Wikipedia prin completarea lui.